# Zapuže (gmina Šentjernej)
Zapuže – wieś w Słowenii, w gminie Šentjernej. W 2018 roku liczyła 65 mieszkańców.